# Campionati europei di atletica leggera 2014 - 100 metri piani maschili
I 100 metri piani maschili ai Campionati europei di atletica leggera 2014 si sono svolti tra il 12 ed il 13 agosto 2014 presso lo Stadio Letzigrund di Zurigo in Svizzera.

## Record
Prima di questa competizione, il record del mondo (RM), il record europeo (EU) ed il record dei campionati (RC) sono i seguenti:
| Record                | Prestazione | Atleta                      | Data                             | Competizione                                |
| --------------------- | ----------- | --------------------------- | -------------------------------- | ------------------------------------------- |
| Record mondiale       | 9"58        | Usain Bolt Giamaica         | 16 agosto 2009 Berlino, Germania | Campionati del mondo 2009                   |
| Record europeo        | 9"86        | Francis Obikwelu Portogallo | 22 agosto 2004 Atene, Grecia     | Giochi della XVIII Olimpiade                |
| Record dei campionati | 9"99        | Francis Obikwelu Portogallo | 8 agosto 2006 Göteborg, Svezia   | Campionati europei di atletica leggera 2006 |

## Programma
| Data           | Ora   | Turno      |
| -------------- | ----- | ---------- |
| 12 agosto 2014 | 18:28 | 1º turno   |
| 13 agosto 2014 | 19:23 | Semifinali |
| 13 agosto 2014 | 21:49 | Finale     |

## Risultati

### 1º turno
Passano i primi 4 in ogni batteria (Q) e i 4 migliori tempi (q)

#### Batteria 1
| Posizione | Corsia | Nome                  | Nazionalità | Tempo           | Note |
| --------- | ------ | --------------------- | ----------- | --------------- | ---- |
| 1         | 3      | Christophe Lemaitre   | Francia     | 10"16           | Q    |
| 2         | 6      | Mikhail Idrisov       | Russia      | 10"32           | Q    |
| 3         | 4      | Julian Reus           | Germania    | 10"32           | Q    |
| 4         | 8      | Eetu Rantala          | Finlandia   | 10"36           | Q    |
| 5         | 7      | Vitaly Korzh          | Ucraina     | 10"38           | q    |
| 6         | 5      | Rytis Sakalauskas     | Lituania    | 10"40           | q    |
| 7         | 2      | Efthímios Steryioúlis | Grecia      | 10"46           |      |
|           |        |                       |             | Vento: +0.4 m/s |      |

#### Batteria 2
| Posizione | Corsia | Nome             | Nazionalità | Tempo           | Note                          |
| --------- | ------ | ---------------- | ----------- | --------------- | ----------------------------- |
| 1         | 4      | Dwain Chambers   | Regno Unito | 10"18           | Q                             |
| 2         | 7      | Lucas Jakubczyk  | Germania    | 10"23           | Q                             |
| 3         | 5      | Cătălin Cîmpeanu | Romania     | 10"34           | Q                             |
| 4         | 6      | Fabio Cerutti    | Italia      | 10"40           | Q                             |
| 5         | 3      | Ronalds Arajs    | Lettonia    | 10"41           | q                             |
| 6         | 8      | Odain Rose       | Svezia      | 10"53           |                               |
| 7         | 1      | Thomas Bollati   | Monaco      | 11"28           | Miglior prestazione personale |
|           |        |                  |             | Vento: -0.4 m/s |                               |

#### Batteria 3
| Posizione | Corsia | Nome               | Nazionalità | Tempo           | Note |
| --------- | ------ | ------------------ | ----------- | --------------- | ---- |
| 1         | 2      | James Dasaolu      | Regno Unito | 10"22           | Q    |
| 2         | 7      | Churandy Martina   | Paesi Bassi | 10"31           | Q    |
| 3         | 5      | Sven Knipphals     | Germania    | 10"37           | Q    |
| 4         | 8      | Denis Dimitrov     | Bulgaria    | 10"41           | Q    |
| 5         | 6      | Tom Kling-Baptiste | Svezia      | 10"50           |      |
| 6         | 3      | Eduard Viles       | Spagna      | 10"57           |      |
| 7         | 4      | Diogo Antunes      | Portogallo  | 10"61           |      |
|           |        |                    |             | Vento: -0.1 m/s |      |

#### Batteria 4
| Posizione | Corsia | Nome                  | Nazionalità | Tempo           | Note |
| --------- | ------ | --------------------- | ----------- | --------------- | ---- |
| 1         | 2      | Jimmy Vicaut          | Francia     | 10"06           | Q    |
| 2         | 7      | Pascal Mancini        | Svizzera    | 10"43           | Q    |
| 3         | 8      | Giovanni Codrington   | Paesi Bassi | 10"43           | Q    |
| 4         | 4      | Ángel David Rodríguez | Spagna      | 10"44           | Q    |
| 5         | 5      | Robert Kubaczyk       | Polonia     | 11"45           |      |
| 6         | 3      | Patrik Andersson      | Svezia      | 11"61           |      |
| 7         | 6      | Ramil Guliyev         | Turchia     | DSQ             |      |
|           |        |                       |             | Vento: -0.1 m/s |      |

#### Batteria 5
| Posizione | Corsia | Nome                   | Nazionalità | Tempo          | Note             |
| --------- | ------ | ---------------------- | ----------- | -------------- | ---------------- |
| 1         | 1      | Harry Aikines-Aryeetey | Regno Unito | 10"19          | Q                |
| 2         | 3      | Yazaldes Nascimento    | Portogallo  | 10"27          | Q                |
| 3         | 8      | Jaysuma Saidy Ndure    | Norvegia    | 10"30          | Q                |
| 4         | 2      | Delmas Obou            | Italia      | 10"32          | Q                |
| 5         | 7      | Jan Veleba             | Rep. Ceca   | 10"41          | q                |
| 6         | 6      | Reto Schenkel          | Svizzera    | 10"44          |                  |
| 7         | 5      | Kevin Moore            | Malta       | 10"49          | Record nazionale |
| 8         | 4      | Petar Kremenski        | Bulgaria    | 10"87          |                  |
|           |        |                        |             | Vento: 0.0 m/s |                  |